# Plica (animal)
Plica es un género es un género de lagartos de la familia Tropiduridae. Incluye a ocho especies que se distribuyen por las regiones selváticas del norte y centro de Sudamérica. Son lagartos diurnos, predominantemente arbóreos y de tamaño medio. Viven en ocasiones en pequeñas colonias en las que se pueden encontrar hembras y machos adultos y juveniles.

## Especies
Se incluyen ocho especies:
- Plica caribeana Murphy & Jowers, 2013
- Plica kathleenae Murphy & Jowers, 2013
- Plica lumaria Donnelly & Myers, 1991
- Plica medemi Murphy & Jowers, 2013
- Plica pansticta (Myers & Donnelly, 2001)
- Plica plica (Linnaeus, 1758)
- Plica rayi Murphy & Jowers, 2013
- Plica umbra (Linnaeus, 1758)